# 슈퍼마리오네이션

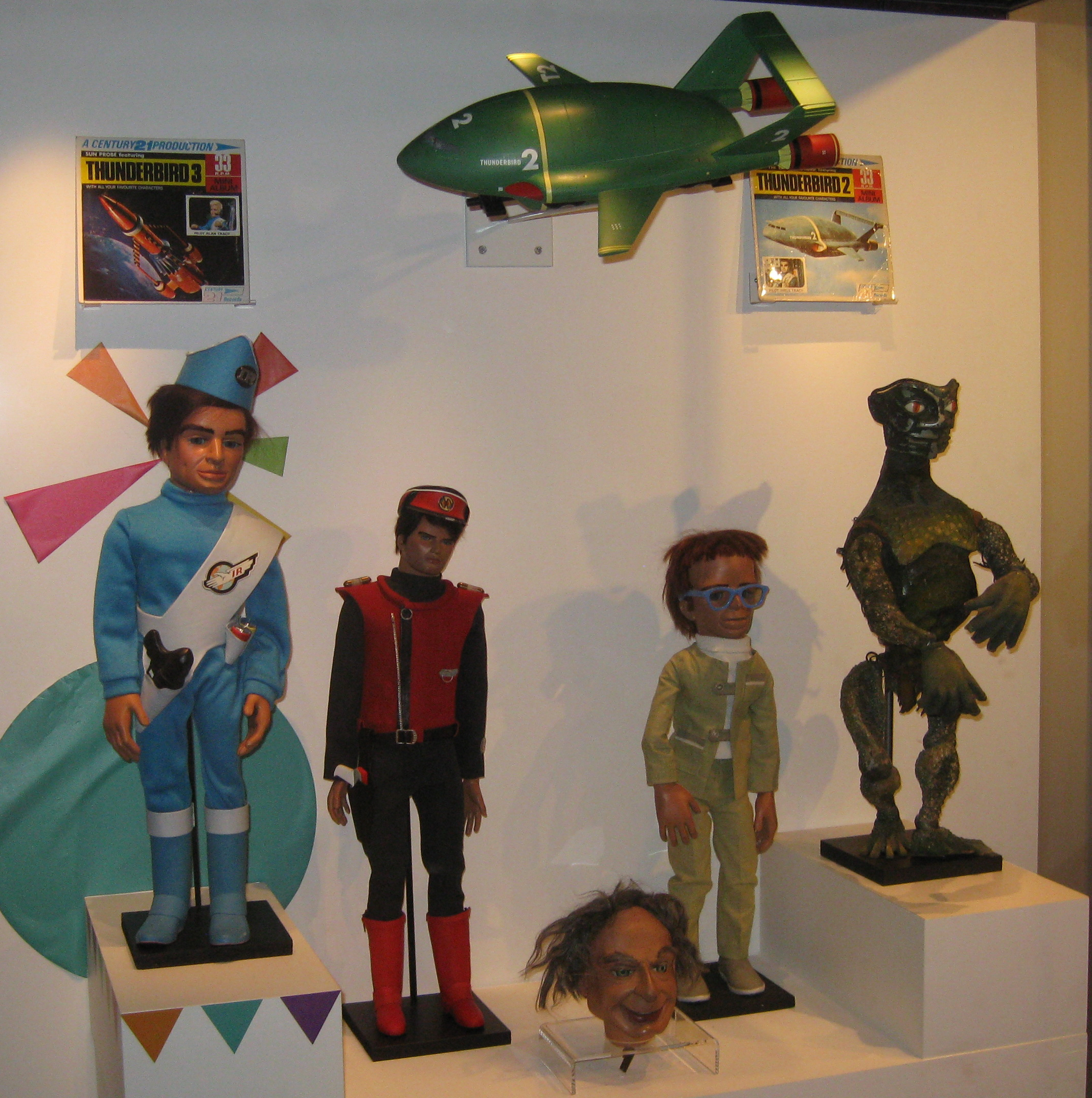
선더버드 (텔레비전 프로그램)의 슈퍼마리오네이션 꼭두삭기 캐릭터들

슈퍼마리오네이션(Supermarionation, "슈퍼" + "마리오네트" + "애니메이션"의 합성어)은 영국 회사인 AP 필름스(이후 센추리 21 프로덕션)가 1960년대 인형극 TV 시리즈와 장편 영화에 채택한 TV 및 영화 제작 스타일이다. 이 작품은 게리 앤더슨과 실비아 앤더슨이 제작했으며 슬로프 트레이딩 이스테이트(Slough Trading Estate)에 있는 APF 스튜디오에서 촬영되었다. 캐릭터는 인형의 머리나 가슴에 있는 솔레노이드를 통해 미리 녹음된 대화에 맞춰 열리고 닫히는 움직일 수 있는 아랫입술을 갖춘 전자 꼭두각시로 연기되었다. 제작물은 크리스틴 글랜빌(Christine Glanville)이 감독한 인형극, 봅 벨(Bob Bell) 또는 케이스 윌슨(Keith Wilson)의 예술 감독, 베리 그레이(Barry Gray)가 작곡한 음악을 포함한 대부분 SF였다. 그들은 또한 데렉 메딩스(Derek Meddings)가 감독한 스케일 모델 특수 효과를 광범위하게 사용했다.
"Supermarionation"이라는 용어는 슈퍼카 제작 과정에서 처음 사용되었으며, 슈퍼마리오네이션의 마지막 13개 에피소드가 처음으로 "슈퍼마리오네이션에서 촬영"된 것으로 기록되었다. 일부 소식통에서는 APF의 이후 모든 인형 제작에 등장한 전자 립싱크 메커니즘이 도입되었기 때문에 그 전조인 포 페더 폴스(Four Feather Falls)를 최초의 슈퍼마리오네이션 시리즈로 간주한다.
이 용어는 이를 APF의 상표로 간주한 게리 앤더슨에 의해 만들어졌다. 나중에 그는 원래 작업할 의도가 없었던 매체인 인형극의 "존경성"을 높이기 위해 이 용어를 발명했다고 말했다. 실비아에 따르면, 이 작품은 전통적인 인형극과 구별하기 위해 "슈퍼마리오네이션"으로 묘사되었다. APF 마리오네트의 가장 큰 단점은 설득력 있게 걸을 수 없다는 점을 지적하면서, 평론가들은 이 용어가 예술적 사실주의에 대한 Gerry의 선호와 회사의 꼭두각시 기술을 보다 생생하게 만들고자 하는 그의 바람을 표현했다고 주장했다.